# Liste der Biografien/Mm
Liste der Biografien |
Portal Biografien |
Personensuche
# |
A |
B |
C |
D |
E |
F |
G |
H |
I |
J |
K |
L |
M |
N |
O |
P |
Q |
R |
S |
T |
U |
V |
W |
X |
Y |
Z |
?
 
Ma |
Mb |
Mc |
Md |
Me |
Mf |
Mg |
Mh |
Mi |
Mj |
Mk |
Ml |
Mm |
Mn |
Mo |
Mp |
Mq |
Mr |
Ms |
Mt |
Mu |
Mv |
Mw |
Mx |
My |
Mz
Die Liste der Biografien führt alle Personen auf, die in der deutschsprachigen Wikipedia einen Artikel haben. Dieses ist eine Teilliste mit 8 Einträgen von Personen, deren Namen mit den Buchstaben „Mm“ beginnt.

## Mm

### Mma
- M’Madi, Yakine Said (* 2004), komorisch-französischer Fußballspieler
- Mmadu, Maureen (* 1975), nigerianische Fußballspielerin
- Mmaee, Ryan (* 1997), marokkanisch-belgischer Fußballspieler
- M’Mahon, Bernard (1775–1816), irisch-US-amerikanischer Gärtner und Botaniker

### Mmo
- Mmoh, Michael (* 1998), US-amerikanischer TennisspielerMichael Mmoh (* 1998)

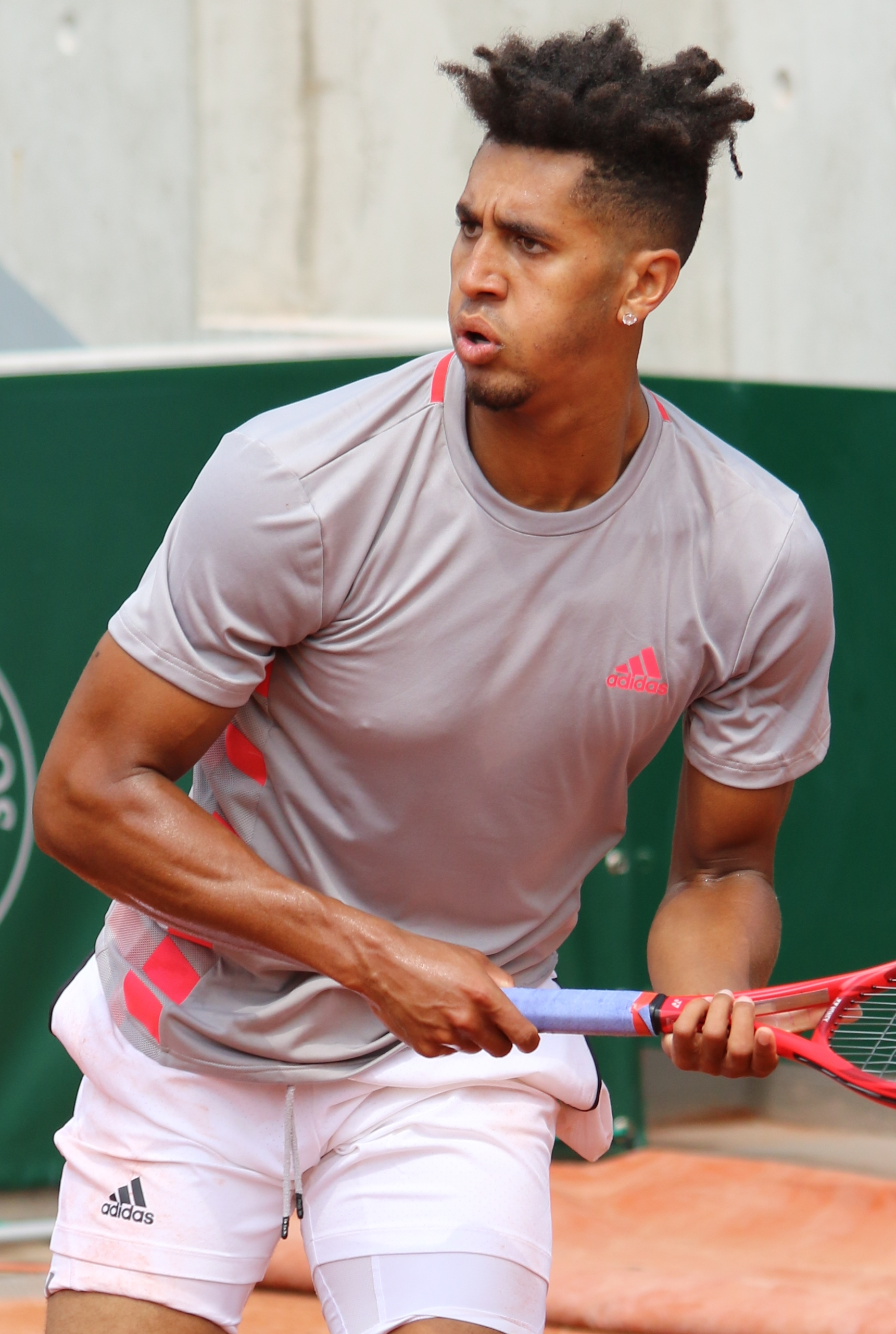
Michael Mmoh (* 1998)

- Mmoh, Tony (* 1958), nigerianischer Tennisspieler
- Mmole, Gabriel (1939–2019), tansanischer Geistlicher und römisch-katholischer Bischof von Mtwara
- Mmono, Kabelo (* 1980), botswanischer Hochspringer